# Bergues-sur-Sambre
Bergues-sur-Sambre är en kommun i departementet Aisne i regionen Hauts-de-France i norra Frankrike. Kommunen ligger  i kantonen Nouvion-en-Thiérache som ligger i arrondissementet Vervins. År 2022 hade Bergues-sur-Sambre 206 invånare.

## Befolkningsutveckling
Antalet invånare i kommunen Bergues-sur-Sambre
Referens: INSEE